# Tombé pour la France (album)
Albums de Étienne Daho
La notte, la notte
(1984) Pop Satori
(1986)
Tombé pour la France est un mini-album d'Étienne Daho paru lors de la sortie du single éponyme. Il inclut la version anglaise de Tombé pour la France, le titre Patch Up My Heart, enregistré à New York.
Les autres titres se retrouvent sur l'album Collection.

## Titres de l'album
1. Tombé pour la France - (Étienne Daho/Arnold Turboust)
2. Et si je m'en vais avant toi, en duo avec Françoise Hardy - (Françoise Hardy)
3. Chez les Yé-Yé - (Serge Gainsbourg)
4. Arnold Layne - (Syd Barrett)
5. La ballade d'Edie S.
6. Tombé pour la France
7. Patch Up My Heart (viby summer in n-y - 85)